# Zlatko Kopljar
Zlatko Kopljar (Zenica, 1962.) je hrvatski umjetnik. Izražava se u medijima fotografije, videoprojekcije i performansa. Živi i radi u Zagrebu.

## Životopis
Rodio se u Zenici. Sudjelovao ma brojnim skupnim i samostalnim izložbama u Hrvatskoj i inozemstvu. Izlaže od 1990. godine. Među ostalim izložbama izlagao je na bijenalu São Paulo Art, u riječkom Muzeju moderne i suvremene umjetnosti, u zagrebačkom Muzeju suvremene umjetnosti dva puta, u New Yorku, u Pragu u Galeriji Manes te u Novom Sadu u Muzeju suvremene umjetnosti. Djela mu čuvaju razni muzeji, pa ga u zbirkama imaju Muzeji suvremene umjetnosti u Zagrebu i Rijeci, te brojne privatne osobe. U New Yorku je 2002. godine gdje je izlagao osvojio je nagradu Franklin Furnace Grant for Performance. Takođr je imao filmsku rolu u filmu "Prezimiti u Riju" iz 2002.

## Ostalo
- "Prezimiti u Riju" kao Mislav (2002.)